# Erling Olsen
Erling Olsen (1927-2011) was een Deens econoom, hoogleraar aan de Universiteit van Kopenhagen en de eerste rector van de nieuwe Universiteit van Roskilde, van 1971 tot 1973.
Hij was de oudere broer van de archeoloog Olaf Olsen. Hij was actief voor Socialdemokratiet en parlementslid en voorzitter van het Folketing van 1994 tot 1998. Hij was tweemaal minister, de eerste keer in het kabinet van Anker Jorgensen als minister van huisvesting en later als minister van Justitie.
Terwijl hij minister was, schreef hij tegelijk satirische en – vanwege zijn functie – deskundige politieke stukken in Ekstra Bladet onder de schuilnaam Mefisto. Niemand wist wie Mefisto was, alleen dat hij hoog in de politieke hiërarchie moest zitten.
Hij publiceerde zijn memoires in 1999 onder de titel Fra aelling til ugle (van eendje tot uil), die verwees naar een interview waarin hem werd gevraagd of hij een politieke havik was of een duif, waarop hij antwoordde "een uil".
Zijn laatste initiatief was de oprichting in 2001 van de University of the Arctic (UArctic). Hij was Founding Board Member tot 2010.
- Bibliothèque nationale de France: cb13526082g (data)
- Gemeinsame Normdatei: 17020345X
- International Standard Name Identifier: 0000 0001 0901 0908
- Library of Congress Control Number: n78033523
- Nationale Bibliotheek van Tsjechië: vse2013792607
- Nationale Bibliotheek van Israël: 987007272196305171
- Nederlandse Thesaurus van Auteursnamen: 148651283
- Système universitaire de documentation: 05035566X
- Virtual International Authority File: 51849329
- WorldCat: E39PBJmXMYtqmTFY8hh8Hx3qQq